# Simone Lorimy-Delarozière
 (mars 2025).
Motif : Pas de sources secondaires centrées
- Archive Wikiwix
- Bing
- Cairn
- DuckDuckGo
- E. Universalis
- Gallica
- Google
- G. Books
- G. News
- G. Scholar
- Persée
- Qwant
- (zh) Baidu
- (ru) Yandex
- (wd) trouver des œuvres sur Wikidata

| 1. | Préciser le motif de la pose du bandeau. | Précisez le motif de la pose du bandeau en utilisant la syntaxe suivante : {{admissibilité à vérifier\|date=juin 2025\|motif=remplacez ce texte par le motif}}                                 |
| 2. | Informer les utilisateurs concernés.     | Pensez à avertir le créateur de l'article, par exemple, en insérant le code ci-dessous sur sa page de discussion : {{subst:avertissement admissibilité à vérifier\|Simone Lorimy-Delarozière}} |

 (mars 2025).
La mise en forme du texte ne suit pas les recommandations de Wikipédia : il faut le « wikifier ».
Les points d'amélioration suivants sont les cas les plus fréquents. Le détail des points à revoir est peut-être précisé sur la page de discussion.
- Les titres sont pré-formatés par le logiciel. Ils ne sont ni en capitales, ni en gras.
- Le texte ne doit pas être écrit en capitales (les noms de famille non plus), ni en gras, ni en italique, ni en « petit »…
- Le gras n'est utilisé que pour surligner le titre de l'article dans l'introduction, une seule fois.
- L'italique est rarement utilisé : mots en langue étrangère, titres d'œuvres, noms de bateaux, etc.
- Les citations ne sont pas en italique mais en corps de texte normal. Elles sont entourées par des guillemets français : « et ».
- Les listes à puces sont à éviter, des paragraphes rédigés étant largement préférés. Les tableaux sont à réserver à la présentation de données structurées (résultats, etc.).
- Les appels de note de bas de page (petits chiffres en exposant, introduits par l'outil «  Source ») sont à placer entre la fin de phrase et le point final[comme ça].
- Les liens internes (vers d'autres articles de Wikipédia) sont à choisir avec parcimonie. Créez des liens vers des articles approfondissant le sujet. Les termes génériques sans rapport avec le sujet sont à éviter, ainsi que les répétitions de liens vers un même terme.
- Les liens externes sont à placer uniquement dans une section « Liens externes », à la fin de l'article. Ces liens sont à choisir avec parcimonie suivant les règles définies. Si un lien sert de source à l'article, son insertion dans le texte est à faire par les notes de bas de page.
- La présentation des références doit suivre les conventions bibliographiques. Il est recommandé d'utiliser les modèles {{Ouvrage}}, {{Chapitre}}, {{Article}}, {{Lien web}} et/ou {{Bibliographie}}. Le mode d'édition visuel peut mettre en forme automatiquement les références.
- Insérer une infobox (cadre d'informations à droite) n'est pas obligatoire pour parachever la mise en page.

Pour une aide détaillée, merci de consulter Aide:Wikification.
Si vous pensez que ces points ont été résolus, vous pouvez retirer ce bandeau et améliorer la mise en forme d'un autre article.
Pour les articles homonymes, voir Lorimy et Delarozière.
Simone Lorimy-Delarozière est une artiste peintre née le 26 décembre 1905 à Chelles et morte le 1er avril 1984 à Pertuis.

## Biographie
Élève de Pierre Laurens puis de Paul Albert Laurens à l'école des Beaux Arts, elle épouse le 15 octobre 1932 le peintre Jean Felix Jules Gérard Delarozière.
En 1931 elle concourt pour le prix de Rome.
On la retrouve exposant au musée de Rouen en 1932, à la Galerie de la Grande Masse en 1933 et 1934,
Membre de la société des artistes français elle expose régulièrement au Maroc en 1938 à la Casa Velasquez 1942 à la Mamounaou encore en 1946 au Salon,,
Dans la chapelle de la trinité de l'église Saint-Médard de Paris elle participe à la création d'un chemin de croix avec deux autres femmes peintres : Simone Latron-Flandrin, Marthe Flandrin. Cette oeuvre obtient à titre posthume en 2023 le Grand Prix Pèlerin du patrimoine.
On la retrouve répertoriée dans les peintres à Montmartre,
Son art se partage entre des œuvres d'inspiration religieuse (église abbatiale de Marseille, église de Saint Médard, Exposition d'art religieux au musée de Rouen en 1932), des paysages et des portraits principalement orientalistes (Maroc et Tunisie),,,